# René Wiener
Pour les articles homonymes, voir Wiener.
René Wiener, né le 1er janvier 1855 à Nancy et mort dans la même ville le 2 août 1939, est un relieur d'art lorrain associé au mouvement de l'École de Nancy. Grand bibliophile, il est également libraire, éditeur et collectionneur.

## Biographie
René Wiener est le fils de Lucien Wiener, le petit-fils de Léon Wiener. La famille de relieurs est originaire de Prague. Elle s'est installée en Lorraine au XVIIIe siècle. Durant son enfance, il fréquente assidûment le musée lorraindont son père est conservateur.
En 1897, il remporte une médaille d'Or à l'exposition internationale de Bruxelles de 1897. À l'age de 24 ans, il est admis à la société d'archéologie lorraine. Il rédige ensuite des chroniques pour la revue d'art  La Lorraine-Artiste.
Lorsqu'il reprend la boutique familiale, rue des Dominicains, il renouvèle son organisation, transformant sa devanture en galerie d'art mettant en avant la production contemporaine, en particulier de l'école de Nancy et notamment Victor Prouvé et Camille Martin, mais aussi Charles de Meixmoron, Émile Friant et les frères Voirin. Il crée parfois le scandale, notamment lorsqu'il expose Manet en 1883 ou en 1892 lorsqu'il valorise les impressionnistes et les symbolistes.
À sa mort en 1939, il lègue au musée lorrain la grande partie de sa collection, qui comprend un fonds documentaire considérable. Il est  fait chevalier de la Légion d'honneur le 31 juillet 1934.
Grâce principalement au don que René Wiener, collectionneur, a fait au Musée lorrain en 1939, le musée nancéien possède la première collection de judaïca (objets liés au culte juif) de province, après celle du Musée d'art et d'histoire du Judaïsme de Paris. Cette collection n'est pas visible en 2017.

## Œuvres
Il se consacre à de nombreux médias : la gravure, la reliure, à l'aquarelle et au dessin.

S'il obtient une reconnaissance internationale pour son travail de reliure, ses autres œuvres sont controversées de son vivant, avant d'être réhabilitées à la fin du XXe siècle.

Reliures
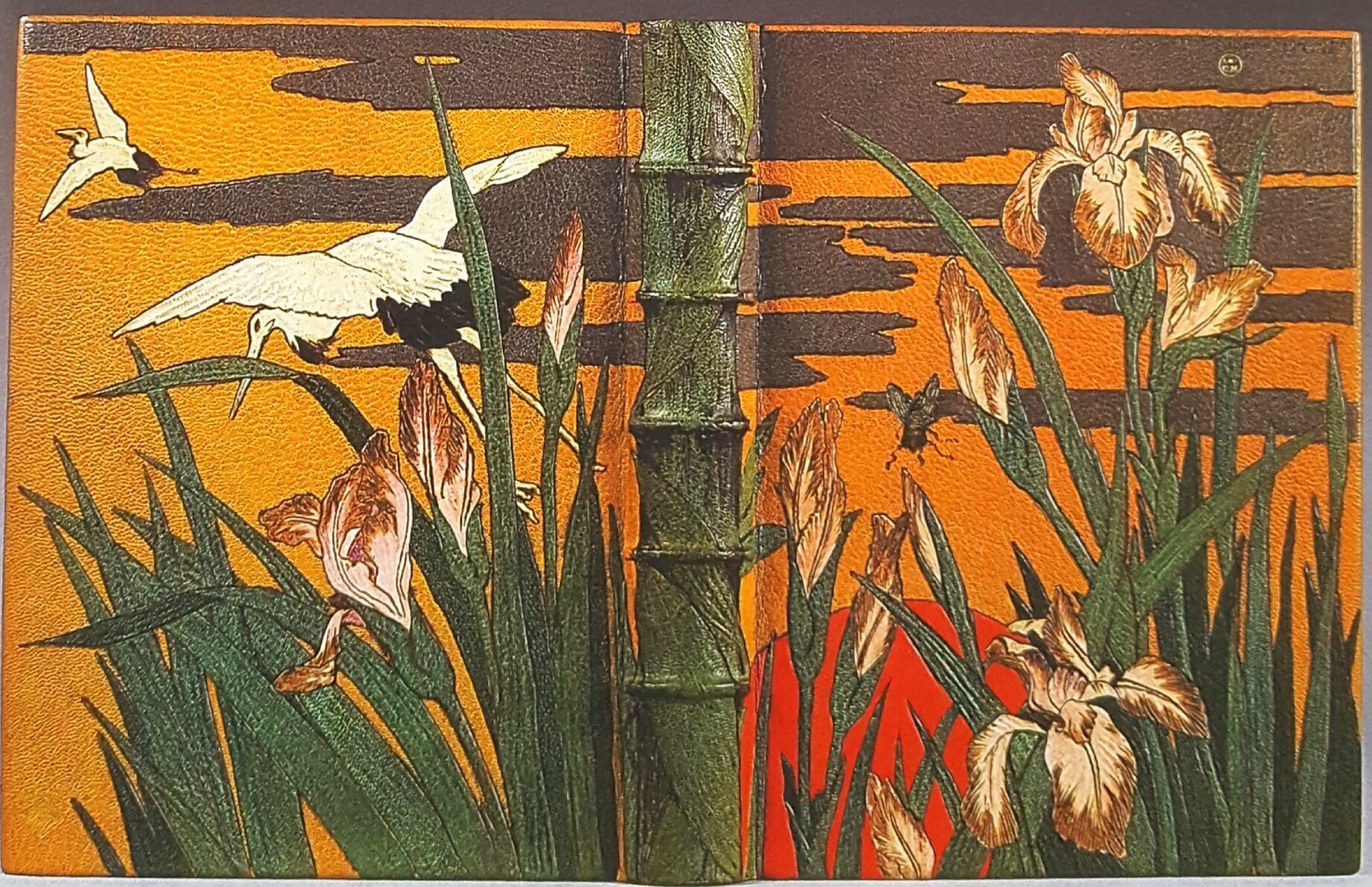
En collaboration avec Camille Martin, L'Art japonais, 1893, conservée au musée des Beaux-Arts de Nancy
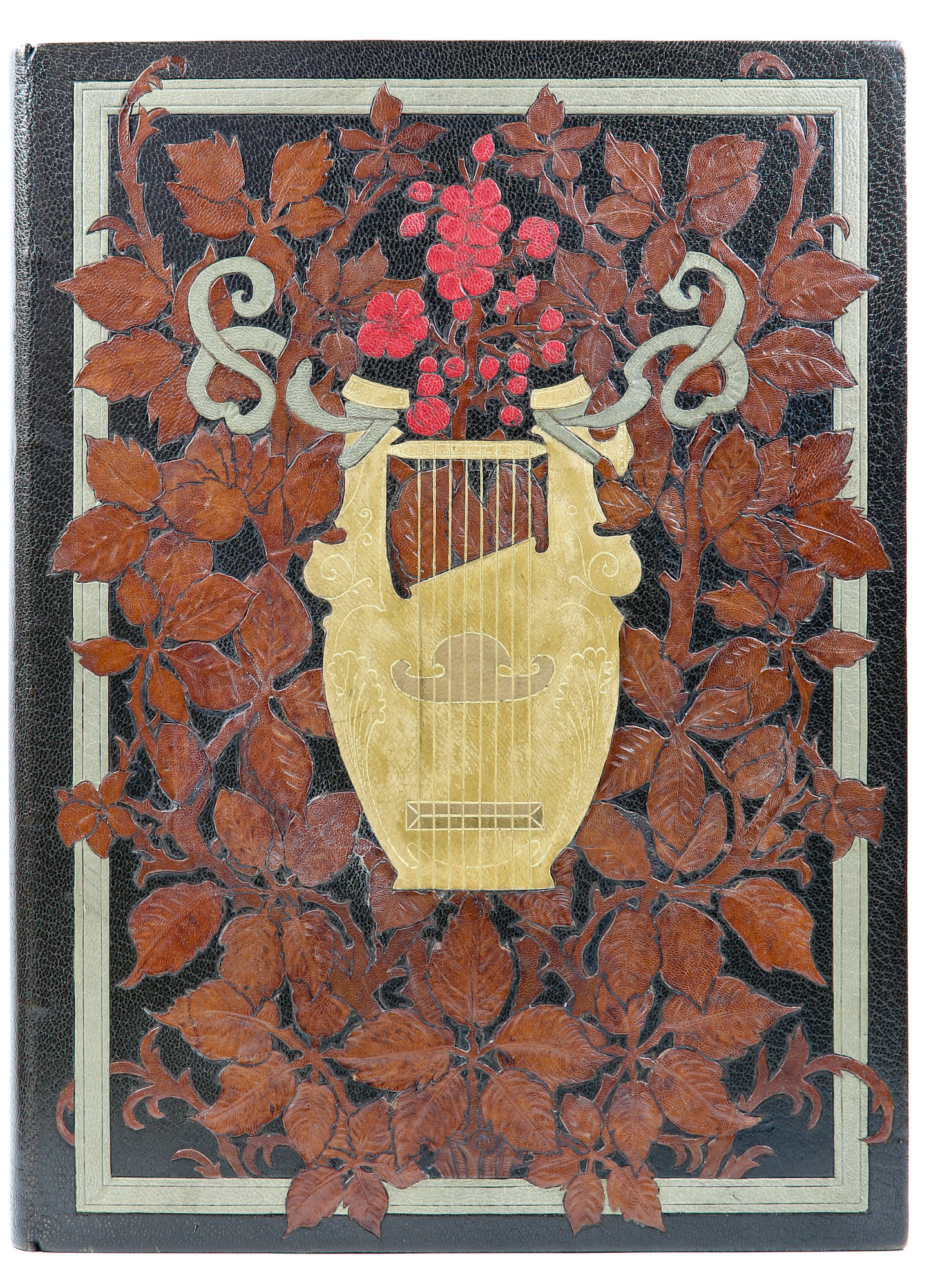
Reliure pour Sonnets et eaux-fortes conservée à la Bibliothèque municipale de Nancy
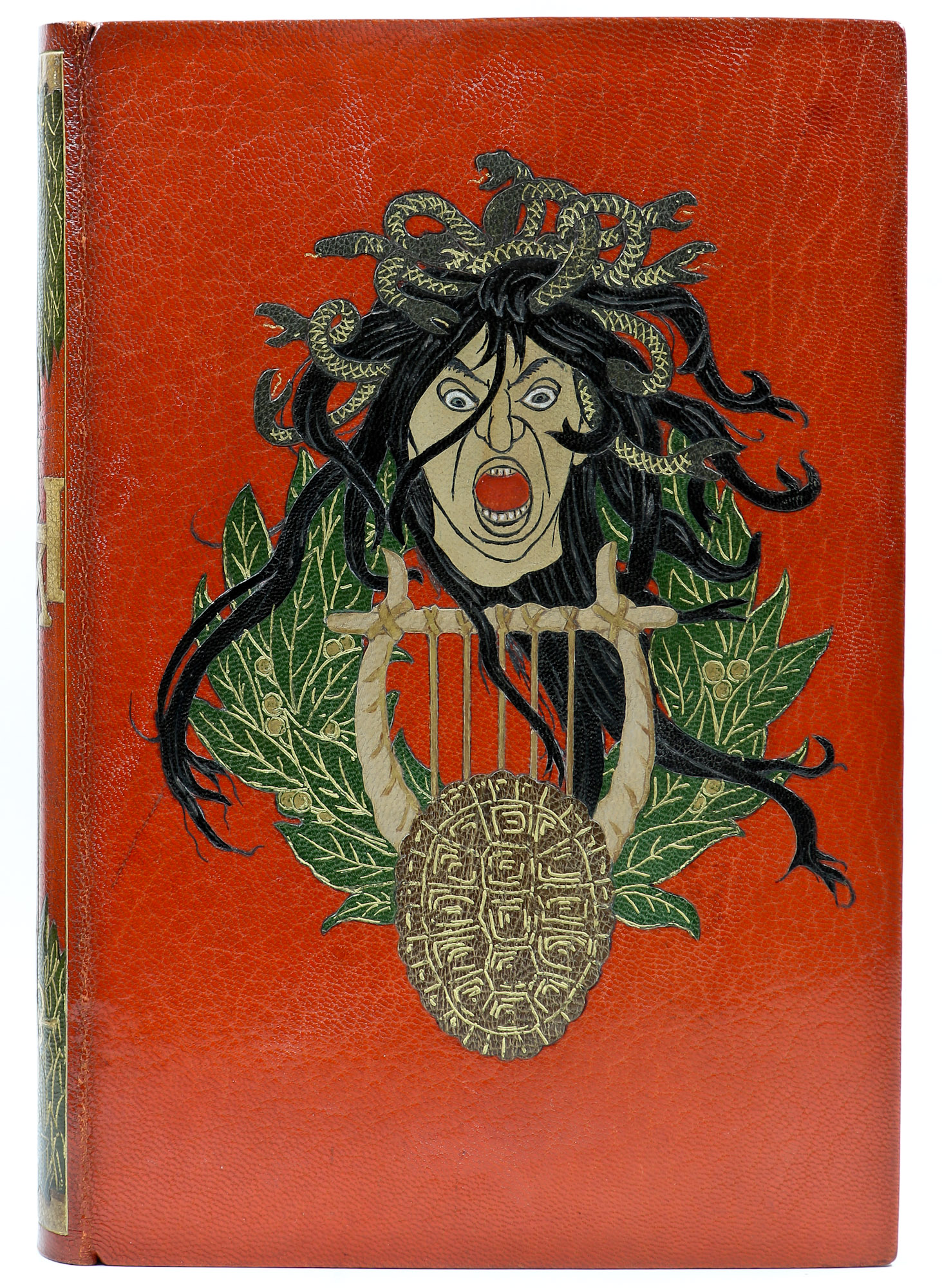
Reliure pour Les Trophées Par José-Maria de Heredia conservée à la Bibliothèque municipale de Nancy
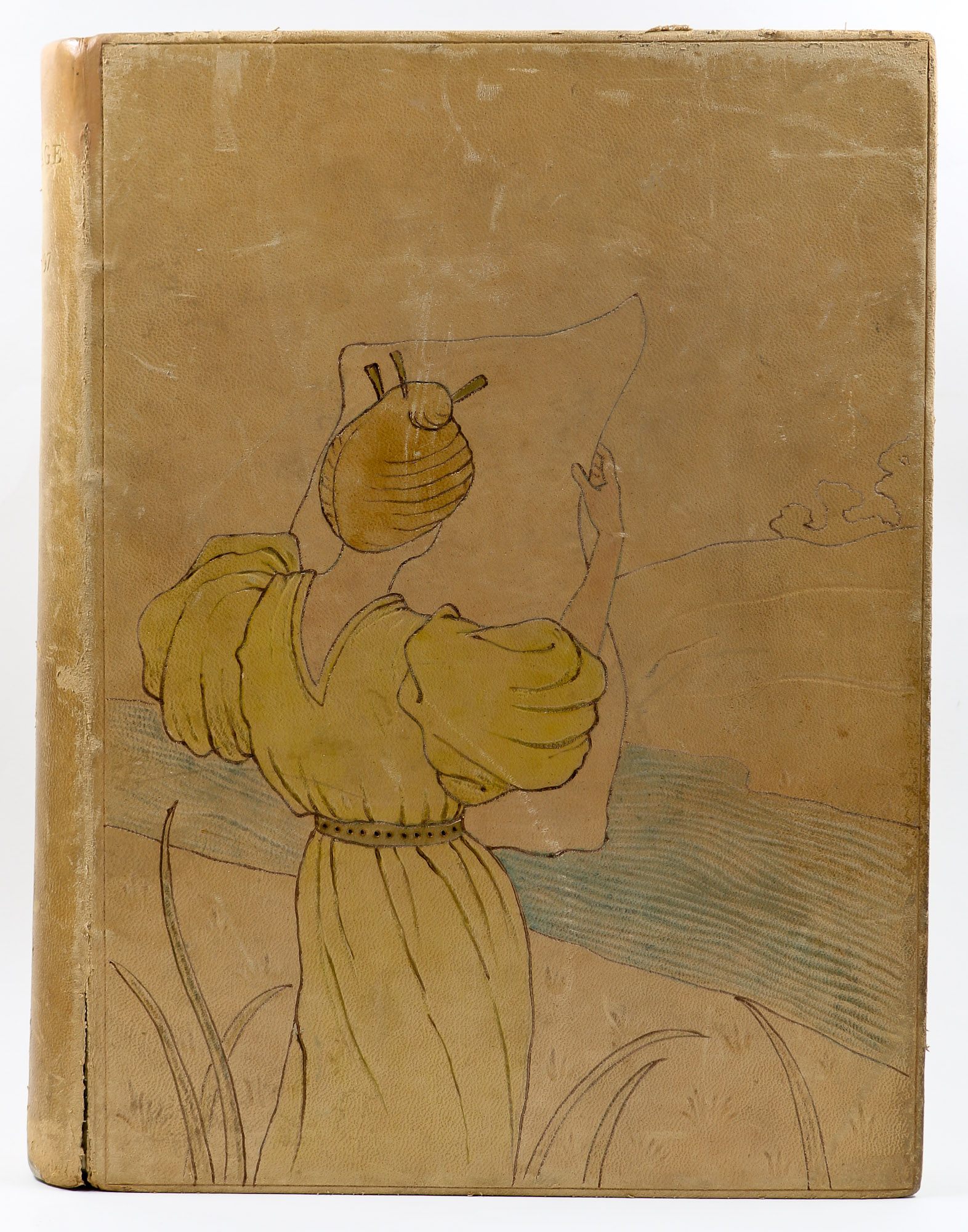
Reliure pour L'image : revue artistique et littéraire conservée à la Bibliothèque municipale de Nancy

Ses dessins et gravures représentent de nombreux sujets : monogrammes, ex-libris, vie quotidienne en Lorraine, en particulier à Nancy et dans la communauté juive. Il produit, de 1909 à 1913, de nombreuses gravures sur le vieux Nancy, qu'il expose au salon de Nancy. 

Estampes conservées au musée Lorrain
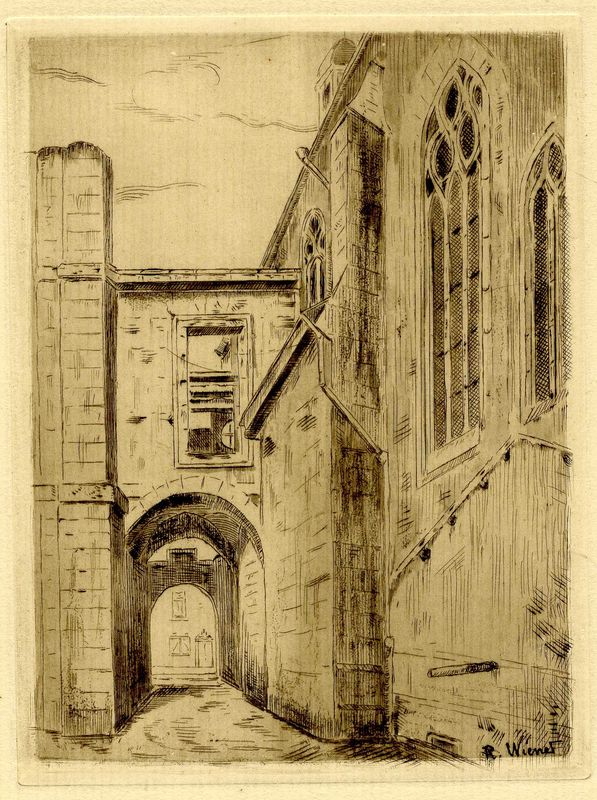
La voûte entre le Palais ducal et l'église des Cordeliers, eau-forte, 1913
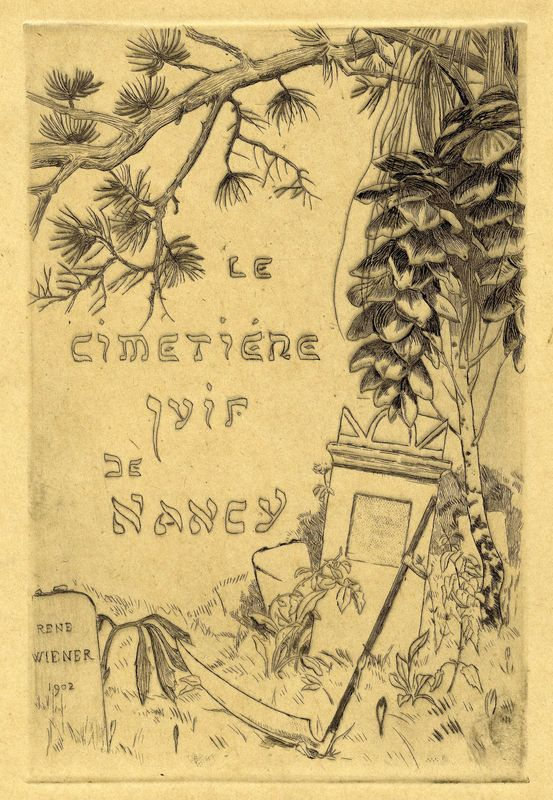
Le cimetière juif de Nancy, 1902
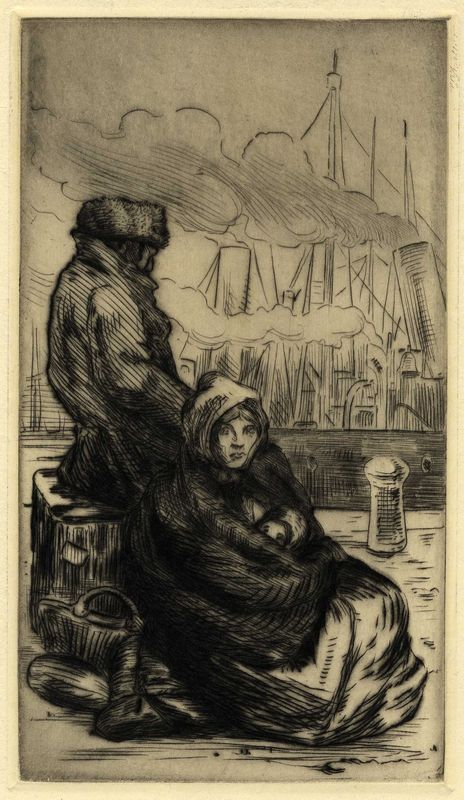
L'Éternelle victime. Les émigrants. eau-forte, vers 1914
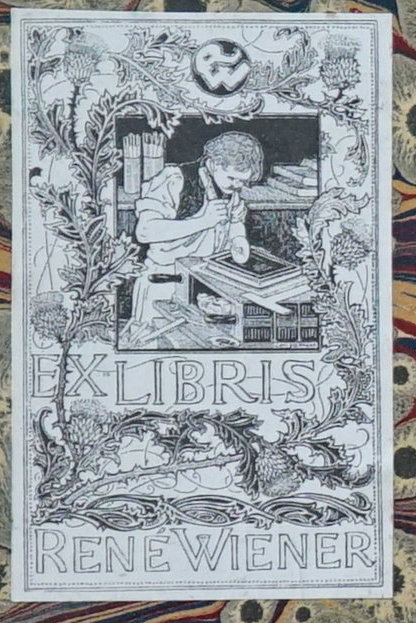
Ex-libris

Avec Émile Nicolas: Notice historique de la Société lorraine des Amis des arts, Ed.du Pays Lorrain (Nancy), 1933, 36 p.

## Postérité

### Expositions
- René Wiener, Relieur et animateur de la vie artistique au temps de l’École de Nancy, du 18 juin au 4 octobre 1999, musée Lorrain[7].